# Draganić
Draganić es un municipio de Croacia en el condado de Karlovac.

## Geografía
Se encuentra a una altitud de 132 m s. n. m. a 44 km de la capital nacional, Zagreb.

## Demografía
En el censo 2011, el total de población del municipio fue de 2 741 habitantes, distribuidos en las siguientes localidades: Desde 2001, la población de las localidades no se censa por separado.
- Barkovići -  0
- Bencetići - 0
- Budrovci Draganićki - 0
- Darići -  0
- Draganić -  2 628
- Franjetići -  0
- Goljak Draganićki -  0
- Jazvaci -  0
- Križančići - 0
- Lazina - 0
- Lug - 0
- Mrzljaki Draganićki -  0
- Vrbanci -  0
- Vrh Draganićki - 0

| Gráfica de población de Draganić 1857-2011                          |
|                                                                     |
| Según los censos de población de la oficina estadística de Croacia. |